# Многонациональные силы в Ливане

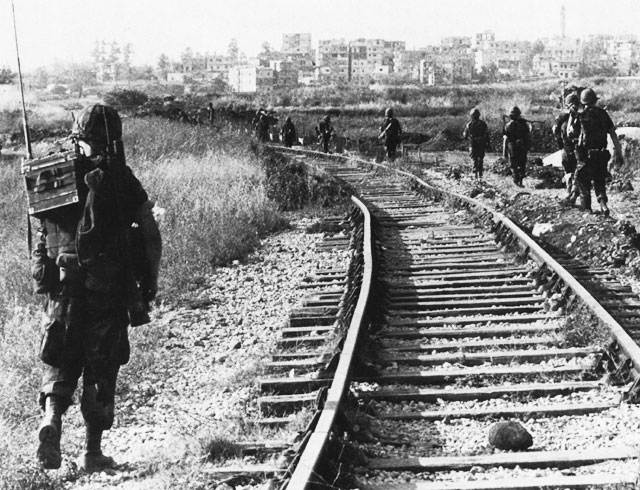
Американские морские пехотинцы на патрулировании в Бейруте. Август 1983 года

Многонациональные силы в Ливане (Multinational Force in Lebanon или MNF) — международная миротворческая группировка, отправленная в Ливан в 1982 году во время гражданской войны в стране. Многонациональные силы должны были обеспечить стабильность обстановки в Ливане, однако в долгосрочной перспективе не достигли своих целей и были выведены из страны в 1984 году, понеся большие потери в результате террористических акций шиитских боевиков.

## Первая высадка
В ходе военной операции «Мир Галилее» летом 1982 года израильская армия в течение двух месяцев осаждала столицу страны Бейрут, где располагалась штаб-квартира и основные силы Организации освобождения Палестины (ООП). В середине августа председатель Исполкома ООП Ясир Арафат наконец согласился на эвакуацию военных сил организации из Ливана в несколько арабских стран; соглашение было заключено при посредничестве специального представителя президента США в регионе Филиппа Хабиба. Для наблюдения за выводом палестинских войск по просьбе Ливана в страну вводился международный контингент в составе войск США, Франции и Италии.
Первыми в Бейрут начали прибывать французы (21 августа), следом за ними высадились американские морские пехотинцы. Для морской пехоты США это был не первый опыт действий в Ливане: в 1958 году она уже высаживалась здесь для поддержки ливанского правительства во время первой гражданской войны в этой стране. Эвакуация палестинских боевиков прошла без инцидентов, и в середине сентября международные войска покинули страну, но ненадолго.

## Изменение задач
16—18 сентября 1982 года правохристианские отряды при попустительстве израильской армии совершили резню палестинских беженцев в лагерях Сабра и Шатила. Событие имело широкий международный резонанс. Президент США Рональд Рейган объявил о том, что американские войска совместно с подразделениями Франции и Италии возвращаются в Ливан для оказания помощи правительству страны в стабилизации обстановки. В конце сентября Многонациональные силы начали развёртывание в Бейруте. В их состав входил усиленный батальон морской пехоты США (его численность позднее была доведена до 1800 человек) и примерно такие же французские (1500 человек) и итальянские (1400 человек) силы. В начале 1983 года в состав международной группировки вошёл небольшой британский контингент.
Миссия Многонациональных сил не была чётко определена; они занимались патрулированием своих секторов ответственности в Бейруте, осуществляли контроль за режимом прекращения огня в столице и проводили некоторые гуманитарные операции. Предполагалось, что МНС должны были быть нейтральной стороной в гражданской войне, разделяя враждебные группировки (шиитов, христиан-фалангистов и израильскую армию, дислоцировавшуюся южнее Бейрута). В одном случае, получившем довольно большую известность, офицер американской морской пехоты отказался пропустить израильскую танковую колонну через свой контрольный пункт, причём инцидент вылился в конфронтацию между морской пехотой и израильтянами. В то же время продолжались ливано-израильские переговоры, завершившиеся подписанием совместного соглашения 17 мая 1983 года. Это соглашение прекращало состояние войны между двумя странами, а также ставило вывод израильских войск из Ливана в зависимость от вывода сирийских миротворцев. Казалось, что соглашение станет основой для стабилизации обстановки в стране, но этого не произошло. В апреле, за месяц до подписания соглашения, террорист-смертник на заминированной машине атаковал американское посольство в Бейруте (63 погибших).

## Втягивание в боевые действия

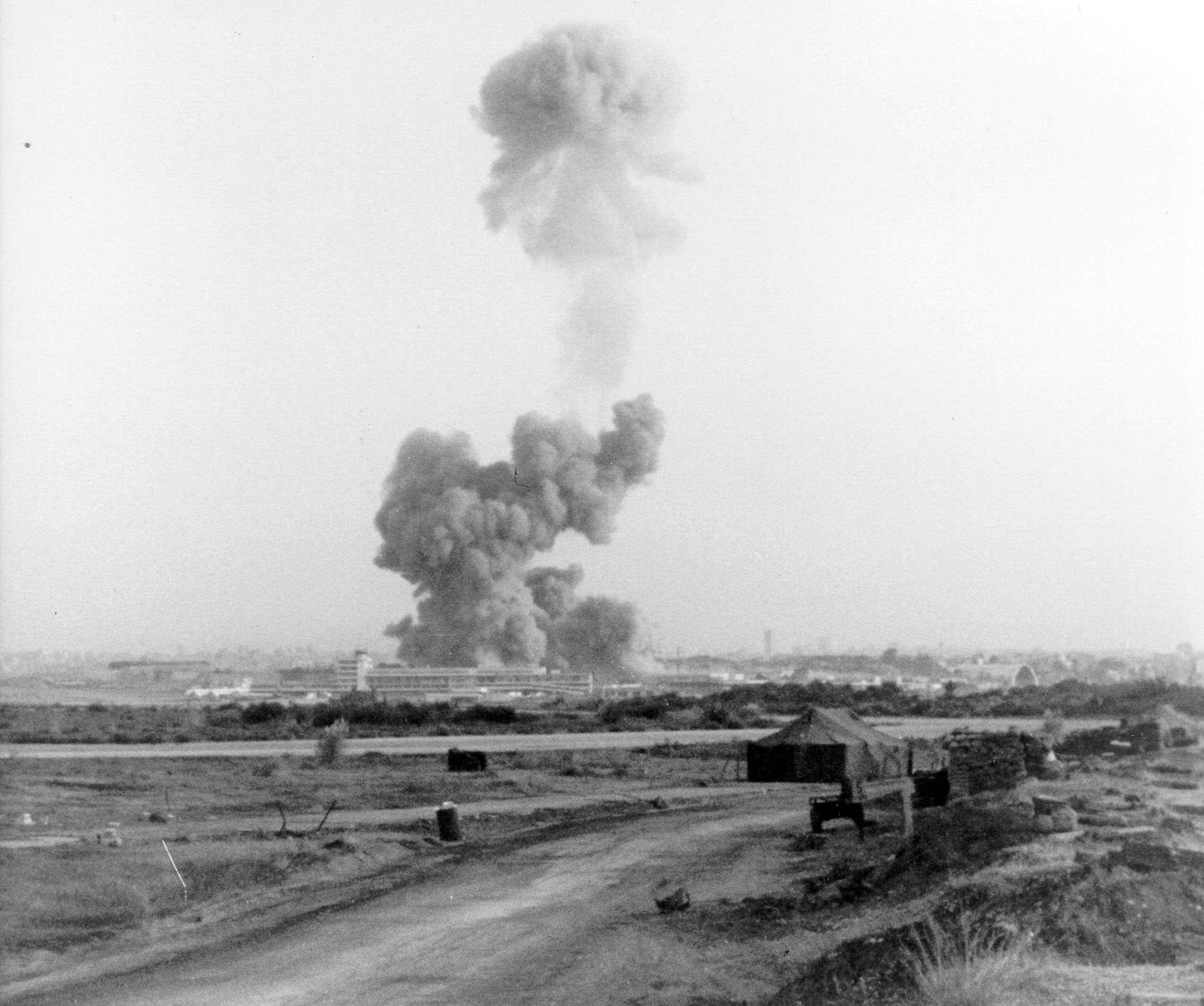
Столб дыма над взорванной штаб-квартирой морской пехоты США в Ливане. 23 октября 1983 года

Летом 1983 года американские морские пехотинцы несколько раз вступали в вооружённые стычки с шиитскими и друзскими формированиями, при этом в конце августа впервые понеся потери, после чего американские корабли обстреляли позиции боевиков возле Бейрута. В дальнейшем подразделения США начали периодически подвергаться миномётным и снайперским обстрелам. Кульминация наступила ранним утром 23 октября 1983 года, когда террористы на заминированных машинах одновременно атаковали казармы американского и французского контингентов. Здание, в котором размещался штаб американского батальона, было полностью уничтожено. В результате этих терактов погибли 241 американский и 58 французских военнослужащих. Лидеры двух стран заявили, что их контингенты не будут выведены из Ливана, несмотря на трагедию. В начале ноября террористическая атака была проведена против израильских сил в Тире, при этом погибло около 30 человек. В середине ноября французские штурмовики «Супер Этандар» нанесли удары по позициям иранских Стражей исламской революции в долине Бекаа (существовала версия о причастности Ирана к организации террористических атак).

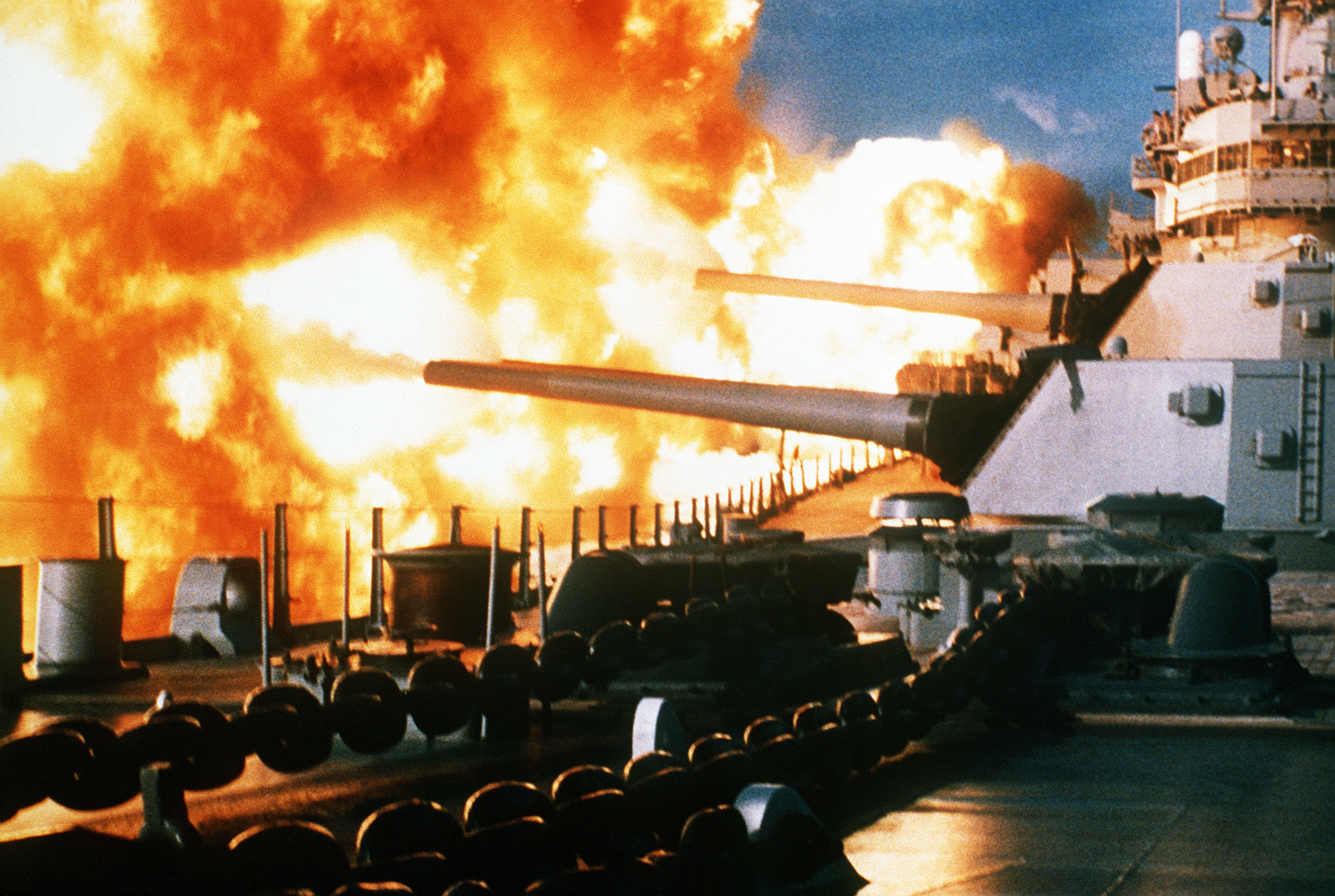
Орудия линкора «Нью-Джерси» ведут огонь по ливанскому берегу. 9 января 1984 года

3 декабря американские самолёты F-14, выполнявшие разведывательный вылет над Ливаном, были обстреляны сирийской зенитной артиллерией. В ответ на этот обстрел 4 декабря авиация ВМС США нанесла бомбовые удары по сирийским позициям в Ливане. Налёт оказался неудачным: два самолёта (A-6 «Интрудер» и A-7 «Корсар» II) были потеряны, один пилот попал в плен (был освобождён месяц спустя благодаря вмешательству Джесси Джексона). Позднее, в декабре—феврале следующего года, к обстрелу сирийских войск в Ливане несколько раз привлекался американский линкор «Нью-Джерси». Во время обстрела 8 февраля был убит высокопоставленный сирийский генерал.
Многонациональным силам не удалось стабилизировать обстановку в Ливане. В начале февраля 1984 года шиитские и друзские отряды возобновили боевые действия в районе Бейрута, а ливанская армия начала разваливаться. Рональд Рейган, уже испытывающий давление со стороны Конгресса о правомочности использования вооружённых сил США в боевых действиях без одобрения нижней палаты и Сената, отдал распоряжение об эвакуации американских сил. То же самое сделали Франция, Италия и Великобритания. Морская пехота покинула Ливан 25 февраля, последними из Бейрута ушли французы (31 марта). 5 марта ливанское правительство объявило о денонсации соглашения с Израилем. Гражданская война в стране продлилась ещё шесть лет.
За полтора года пребывания в Ливане Многонациональные силы потеряли погибшими 265 американцев, 89 французов и 2 итальянцев. Основная часть этих потерь приходится на теракты 23 октября 1983 года.